# Campeonato de Tercera División 1902 (Argentina)
El Campeonato de Tercera División 1902 fue el tercer campeonato de la tercera categoría del fútbol argentino y de la Tercera División, antecesor de la Primera C y Primera D. Fue organizado por la Argentine Association Football League, y disputado por 7 equipos.
El torneo consagró campeón a Lomas Juniors, debutante en la categoría.

## Incorporaciones
| Incorporados a la Segunda División 1902 |
| --------------------------------------- |
| No hubo                                 |

| Incorporados de la Segunda División 1901 |
| ---------------------------------------- |
| Banfield                                 |

| Afiliados                |
| ------------------------ |
| Argentino de Lomas       |
| Barracas III             |
| Colegio Nacional del Sud |
| Lomas Juniors            |
| Nacional II              |
| Porteño II               |

| Desafiliados                 |
| ---------------------------- |
| Alumni III                   |
| Escuela Nacional de Comercio |
| Saint Andrew's               |
| Saint Andrew's Academy       |

El número de participantes aumentó a 7.

## Equipos
| Equipo                   | Ciudad                 |
| ------------------------ | ---------------------- |
| Argentino de Lomas II    | Lomas de Zamora        |
| Banfield                 | Banfield               |
| Barracas III             | Ciudad de Buenos Aires |
| Colegio Nacional del Sud | Buenos Aires           |
| Lomas Juniors            | Lomas de Zamora        |
| Nacional II              | Ciudad de Buenos Aires |
| Porteño II               | Ciudad de Buenos Aires |

## Sistema de disputa
Los equipos se enfrentaron bajo el sistema de todos contra todos a dos ruedas.

## Tabla de posiciones final
| Pos | Equipo                   | Pts | PJ | G  | E | P | GF | GC | Dif |
| --- | ------------------------ | --- | -- | -- | - | - | -- | -- | --- |
| 1º  | Lomas Juniors            | 21  | 12 | 10 | 1 | 1 | 49 | 9  | 40  |
| 2º  | Colegio Nacional del Sud | 18  | 12 | 8  | 2 | 2 | 30 | 12 | 18  |
| 3º  | Barracas III             | 14  | 12 | 7  | - | 5 | 18 | 14 | 4   |
| 4º  | Argentino de Lomas II    | 10  | 12 | 3  | 4 | 5 | 20 | 17 | 3   |
| 5º  | Nacional II              | 9   | 12 | 3  | 3 | 6 | 28 | 22 | 6   |
| 6º  | Porteño II               | 8   | 12 | 3  | 2 | 7 | 18 | 28 | -10 |
| 7º  | Banfield                 | 5   | 12 | 2  | 1 | 9 | 5  | 36 | -31 |

|                                   |
|                                   |
| Campeón Lomas Juniors 1.er título |

## Descensos y ascensos
No existían ascensos durante la época, sino que los equipos se afiliaban a la categoría en la que consideraban que debían jugar, y en esta categoría generalmente inscribían equipos de juveniles.